# Le Pouvoir de la Force (série littéraire)
Le Pouvoir de la Force (titre original : The Force Unleashed) est un ensemble de deux romans de science-fiction écrits par Sean Williams et placés dans l'univers étendu de Star Wars. 

## Résumé
Dark Vador a entraîné, en cachette, un apprenti. Il l'envoie alors en mission afin de tuer les derniers Jedi encore en vie. Accompagné par la pilote impériale Juno Eclipse et le droïde Proxy, Starkiller sillonne la galaxie afin de trouver les derniers ennemis de son Maître, il n'y a qu'une seule condition : ne laisser aucune trace de sa présence où qu'il aille. Et si, en entraînant cet apprenti secret, Dark Vador devenait sans le vouloir l'initiateur de la Rébellion contre l'Empire ?
Alors que Juno Eclipse a rejoint l'Alliance Rebelle sous les ordres du Général Rahm Kota, un homme se réveille sur Kamino, hanté par des visions. Sous les ordres de Dark Vador, il s'en va détruire l'Alliance rebelle et tuer Juno Eclipse, mais son périple se transforme en voyage pour retrouver son identité. Est-il le véritable Starkiller ou un clone devenu fou ?

## Le Pouvoir de la Force
Le Pouvoir de la Force est publié sous son titre original, The Force Unleashed, aux États-Unis par Del Rey Books le 19 août 2008,. Il est traduit en français par Axelle Demoulin et publié par les éditions Fleuve Noir le 28 mai 2009, avec alors 382 pages,

## Le Pouvoir de la ForceII
Le Pouvoir de la Force II est publié sous son titre original, The Force Unleashed II, aux États-Unis par Del Rey Books le 5 octobre 2010,. Il est traduit en français par Axelle Demoulin et publié par les éditions Fleuve Noir le 24 février 2011, avec alors 383 pages,.